# Vivion-Gruppe
Die Vivion Investments S.à r.l. ist eine Immobiliengesellschaft mit Unternehmenssitz in Luxemburg. Zum Portfolio des Unternehmens gehören Hotels und Bürogebäude in Deutschland sowie Hotels in Großbritannien. Der Marktwert des Portfolios liegt bei 2,9 Milliarden Euro.

## Geschichte
Die Unternehmensgruppe wurde 2008 gegründet, Vivion Holdings wurde 2018 als Société à responsabilité limitée gegründet, um die Ausrichtung am internationalen Kapitalmarkt neu auszurichten. Das Portfolio umfasst rund 100 Liegenschaften, die meisten davon Bürogebäude und Hotels.

## Eigentümerstruktur
Die wirtschaftlichen Eigentümer von Vivion Holdings S.à.r.l. sind mehrheitlich die israelische Unternehmerfamilie Dayan und internationale institutionelle Investoren. Chief Executive Officer ist Sascha Hettrich, Ella Raychman ist CFO, Direktor des Unternehmens ist Bert Schröter. Amir Dayan, der Vorsitzende des Beirats von Vivion, ist Hauptaktionär. Wesentliche Partner der Vivion sind der kanadische Pensionsfonds Ivanhoe Cambridge und die israelischen Fonds: Harel Insurance, Phoenix Insurance, Psagot Investment House und die Bank Hapoalim.

## Portfolio
Die Managementstrategie des Unternehmens basiert im Wesentlichen auf dem Erwerb von Immobilien in Großbritannien, Deutschland und den Niederlanden, dabei verfolgt das Unternehmen eine Buy-and-Hold-Strategie.
Vivion besitzt über 50 Hotels in Europa, vorwiegend in Großbritannien, betrieben hauptsächlich unter den Markennamen Hilton, Holiday-Inn und Crowne Plaza.

## Unternehmensanleihen
2019 stieg Vivion in den Kapitalmarkt ein, indem das Unternehmen im August 700 Millionen Euro und im Oktober 300 Millionen Euro für britische und deutsche Immobilienportfolios Immobilienbestände im Wert von 4 Milliarden Euro als Unternehmensanleihen aufnahm. Die Investoren der Anleihen waren führende internationale institutionelle Kapitalanleger. Die Investmenthäuser JPMorgan Chase, Goldman Sachs und die Citibank führten das Angebot an.

## Kritik
Im Dezember 2022 veröffentlichte der Leerverkäufer Muddy Waters Research, Short-Positionen gegen Bonds der Vivion-Gruppe zu halten und begründete dies mit dem Vorwurf, die Top-Aktionäre der Vivion-Gruppe, hätten sich mit den Erlösen aus dem Verkauf von Anleihen unangemessen bereichert, sowie den wahren Wert der Vermögenswerte übertreiben. Im gleichen Monat wies Vivion in einer eigenen Stellungnahme die Vorwürfe zurück. Im März 2023 wiederholte Muddy Waters seine Vorwürfe.
Im Januar 2022 hatte die Citigroup bereits Befürchtungen geäußert, das Anleihen im Zuge der Krise der Adler Group und ihres Großaktionärs Aggregate Holdings unter die Räder kommen könnten.